# Tu choisiras la vie
Tu choisiras la vie (em italiano:  Alla vita) é um filme de drama franco-italiano dirigido por Stéphane Freiss e lançado em 2022. Este é o primeiro longa-metragem do diretor.

## Enredo
Após a morte de seu pai e a separação de sua esposa, Elio De Angelis decide receber uma família judia, os Zelniks, em sua propriedade durante o verão.

## Produção
As filmagens ocorreram em Fasano e Cisternino (província de Brindisi), bem como em Monopoli (província de Bari) na Puglia.

## Elenco
- Lou de Laâge ... Esther Zelnik
- Riccardo Scamarcio ... Elio De Angelis
- Pierre-Henry Salfati ... Aaron Zelnik
- Astrid Meloni ... Silvia
- Nicola Rignanese ... Andrea
- Coraly Zahonero ... Rivka
- Anna Sigalevich  ...Rachel
- Natacha Krief ... Zípora
- Jeremy Galiana  ...Ariel
- Anaël Guez  ... Ronnit
- Max Huriguen  ... Ilan
- Haim Vital Salfati  ... Yehuda
- Liv Del Estal  ... Carla
- Fiorenza Tessari  ... Elena Rubini
- Luigi Diberti  ... Yaacov